# Medaille für Verdienste in der Rechtspflege
Die Medaille für Verdienste in der Rechtspflege war eine staatliche Auszeichnung  der Deutschen Demokratischen Republik (DDR), welche in Form einer tragbaren Medaille verliehen wurde.

## Geschichte
Die Medaille wurde am 14. August 1965 gestiftet. Verliehen wurde sie für Verdienste auf dem Gebiet der sozialistischen Rechtspflege. Ihre erstmalige Verleihung fand am 4. September 1965 anlässlich des 20. Jahrestages der demokratischen Justiz statt. Die Verleihung erfolgte jährlich und war hinsichtlich ihrer Verleihungshöhe begrenzt.

## Stufen
- I. Stufe in Gold: jährlich 10 Träger
- II. Stufe in Silber: jährlich 25 Träger
- III. Stufe in Bronze: jährlich 60 Träger.

## Aussehen
Die Medaille mit einem Durchmesser von 30 mm ist aufgrund ihrer verliehenen Stufe entweder vergoldet, versilbert und aus Bronze. Auf ihrem Avers zeigt sie das Staatswappen der DDR sowie den obigen Schriftzug: FÜR VERDIENSTE und unten: IN DER RECHTSPFLEGE. Schriftzug und Staatswappen sind von einem Lorbeerkranz eingeschlossen. Das Revers ist glatt gehalten und zeigt mittig die erhaben geprägte Inschrift: DAS / RECHT / MUSS DEM / VOLKE / DIENEN. Getragen wurde die Medaille an einer 24 × 12 mm großen roten Pentagonalen Spange, die in der Mitte drei 1,5 mm breite Mittelstreifen mit einem Abstand von je 1,5 mm zeigt, die entweder golden, silbern oder schwarz gehalten sind, an der linken Brustseite.